# Samuel Taylor Coleridge
Samuel Taylor Coleridge, född 21 oktober 1772 i Ottery St Mary i Devon, död 25 juli 1834 i Highgate i London, var en brittisk romantisk poet och kritiker, troligtvis mest känd för Sången om den gamle sjömannen (1798, The Rime of the Ancient Mariner).

## Liv
Samuel Taylor Coleridges far var präst i Ottery St Mary, och som 19-åring kom Coleridge till Cambridge för studier. I början utmärkte han sig genom sin studiebegåvning, men tröttnade snart och började ägna sig mer åt nöjen än åt studier, samtidigt som han fångades av tidsandan och studieresultaten blev därefter. Han tog då värvning vid ett dragonregemente, men övergav snart även sin militärbefattning för fortsatta studier, men lämnade slutligen Cambridge år 1794 utan någon examen.
Han lärde nu känna den jämnårige Robert Southey. Southey och Coleridge var båda inspirerade av den franska revolutionen och bildade tillsammans det berömda "pantikratiska sällskapet", som var avsett att utvecklas till ett kommunistiskt nybyggarsamfund i USA. Det stannade vid drömmar och de två poeterna kom snart att anamma diametralt motsatta värderingar. I sitt politiskt-filosofiska verk On the Constitution of the Church and State (1829) tog Coleridge ställning för traditionell konservatism. Även William Wordsworth följde denna utveckling från radikal till reaktionär. Vissa romantiska poeter i den kommande generation såg detta som ett svek.
Southey och Coleridges förhållande stärktes sedan de båda vännerna gifte sig med två systrar. Coleridges äktenskap blev dock snart olyckligt, eftersom han var mer intresserad av romantiska fantasier och opium än av familjelivet. Han var far till Hartley och Sara Coleridge.

## Verksamhet
Flera av hans mest berömda dikter skrevs under opiumrus – främst den korta, av den mongoliska staden Xanadu inspirerade dikten Kubla Khan (1797). Tillsammans med Wordsworth utgav Coleridge Lyrical Ballads (1798) där den brittiska romantiska poesin slog ut i full blom. Coleridge, Wordsworth och Sothey kom från 1798 att benämnas "sjöskolan" eller "the lake poets", efter sitt stamtillhåll i en sjörik trakt i Westmorland. Coleridges bidrag till den gemensamma diktningen bestod framför allt av The Ancient Mariner, som blev epokgörande inom brittisk poesi, ett hyperromantiskt poetiskt verk i folklig balladform.
Han påbörjade även vid den här tiden den stora berättande dikten Christabel. Diktsamlingen blev aldrig färdigställd; den utgavs i fragmentariskt skick först år 1816, men hade genom uppläsningar i delar varit känd sedan tidigare och utövat stort inflytande på poeter som Walter Scott och Lord Byron. År 1802 utgavs hans diktsamling Dejection. Den blev den sista av hans verkligt stora verk.
Efter detta började hans opiummissbruk kraftigt påverka hans skaparkraft. Coleridge försökte bli kvitt sitt beroende av opium med läkarhjälp hösten 1808 men misslyckades. Han fortsatte att livnära sig som journalist och föreläsare samt utnyttjade sina vänners hjälpsamhet. Från år 1815 fann han en asyl hos en doktor Gillman i Hampstead och omhändertogs i dennes familj under resten av sitt liv. Trots detta kunde han fortsätta att skriva. År 1817 utgav han sitt främsta kritiska verk, Biographia literaria, som bland annat innehåller en oöverträffad analys av Wordsworths poesi, och som orakel för yngre diktare fortsatte han av vara samlingspunkten i ryktbara konversationsaftnar.

## Eftermäle
Nedslagskratern Coleridge på planeten Merkurius är uppkallad efter honom.

## Verk
- "Kubla Khan"
  - "Kubla Khan" (tolkning Anders Österling). I antologin All världens lyrik (Bonnier, 1943), s. 229-231 [antologin innehåller även Österlings tolkning "Inskrift för en källa på en hed" på s. 229]
- Christabel
- The Pains of Sleep
- The Willing Suspension of Disbelief
- The Rime Of The Ancient Mariner (1798)
  - Sången om den gamle sjömannen övers. Ragnar Eklund, teckningar Torsten Århem (Sällskapet Bokvännerna, 1960)
  - Balladen om den gamle sjömannen, övers. Axel Englund (Lund: Ellerströms, 2018)
- [Okänd originaltitel]
  - Den kriminelle resenären (översättning Erik Carlquist). Ingår i antologin Villfarelsens blick (Symposion, 1996), s. 268-271

I Och drog likt drömmar bort: Coleridge, Wordworth och deras epok (urval, presentation, dikttolkningar Gunnar Harding, Wahlström & Widstrand, 2000) ingår sex Coleridgedikter, däribland "Kubla Khan", och några prosatexter i Hardings översättning.